# Octavian Popescu (biolog)
Octavian Popescu (n. 23 septembrie 1951, Pietrișu, comuna Curtișoara, județul Olt) este un biolog român, specialist în biologie moleculară, ales ca membru titular (din 2010) al Academiei Române.

## Biografie
În 1970-1972 a fost student la Facultatea de Medicină Generală al Institutului de Medicină și Farmacie (IMF) Cluj-Napoca, apoi și-a continuat studiile (1972-1976) la Facultatea de Științe a Universității din Belgrad, Secția de biologie moleculară și fiziologie. Specializări la Iași, Paris, Basel în Elveția. În perioada 1990-1997 este cercetător științific la Institutul de Cercetări Biologice (ICB) al Universității de Medicină și Farmacie din Cluj. Profesor universitar, decan și conducător de doctorat la Facultatea de Biologie-Geologie de la Universitatea „Babes-Bolyai” din Cluj-Napoca. Director științific, apoi director al Institutului de Biologie București (IBB) al Academiei Române. Președinte al Societății Române de Biochimie și Biologie Moleculară. A lucrat la Institutul Pasteur din Paris (1990–1992), apoi la Departamentul de Cercetare al Spitalului Universitar și la Universitatea din Basel, Elveția (1993–1996). 
Membru al mai multor societății: Societatea Română de Biologie Celulară, Societatea Română de Biochimie și Biologie Moleculară, Societatea Română de Biofizică Pură și Aplicată, European Cell Biology Organization (ECBO), National Geographic Society (NGS), American Association for the Advancement of Science (AAAS). Din 2000 membru corespondent al Academiei Române, iar din 2010 membru titular al Academiei Române. Contribuții valoroase în domeniul geneticii moleculare, al înțelegerii proliferării celulelor canceroase. Domenii de cercetare: proteinele membranei eritrocitare umane, sinteza de proteine hibride în Escherichia coli, adeziunea celulară și recunoașterea celulară mediate de proteoglicani, identificarea, purificarea și caracterizarea unei clase noi de molecule noi de adeziune celulară, gliconectine, microscopia de forță atomică și adeziunea celulară, clonarea și exprimarea unor gene de la microorganisme eucariote sau procariote, genotipare umană, taxonomie și filogenie moleculară, embriologie moleculară etc. Rezultatele cercetărilor științifice efectuate au fost publicate în 133 lucrări științifice publicate în reviste, din care 85 de lucrări au fost publicate în reviste internaționale prestigioase. Autorul al 3 cărți: Electroforeza, 1988; Electroforeza proteinelor în geluri de poliacrilamidă, 1990; Dicționar de microbiologie generală și biologie moleculară, 2011, în colaborare.